# Utassy Antal
Utassy Antal (Névvariáns: Anton; angolul: Anthony Utassy; D'Utassy) (Temesvár, Habsburg Birodalom, 1831 körül – Philadelphia, Pennsylvania, 1911. február 15.) magyar származású amerikai szabadságharcos.

## Élete
Bátyjaival, Utassy Frigyes Györggyel és Utassy Károllyal belépett 1861 szeptember 1-én  a New York-i Garibaldi Guard F századába főhadnagyi rangban, az ezred első parancsnoka bátyja, Utassy Frigyes György volt, ez az ezred később a 39. New York-i gyalogezredbe olvadt be. 1862 szeptember 22-én áthelyezték az „E” századba, ahol századosi beosztásban teljesített szolgálatot. Sok kemény ütközetben vett részt, főleg Virginia területén.
A polgári életben kereskedelemmel foglalkozott, egyik chicagói fióküzletét egy évtizedig (1872-1882 közt) Molnár József vezette.